# 陵丘乘降所
陵丘乘降所是位于内蒙古自治区陈巴尔虎旗陵丘村的一个铁路乘降所，邮政编码21022。车站建于1987年，有滨洲铁路经过该站，现办理客运业务，不办理货运业务，车站及其上下行区间均未电气化。车站距离哈尔滨站833公里，隶属哈尔滨铁路局，是五等站。